# Westgotische Schrift

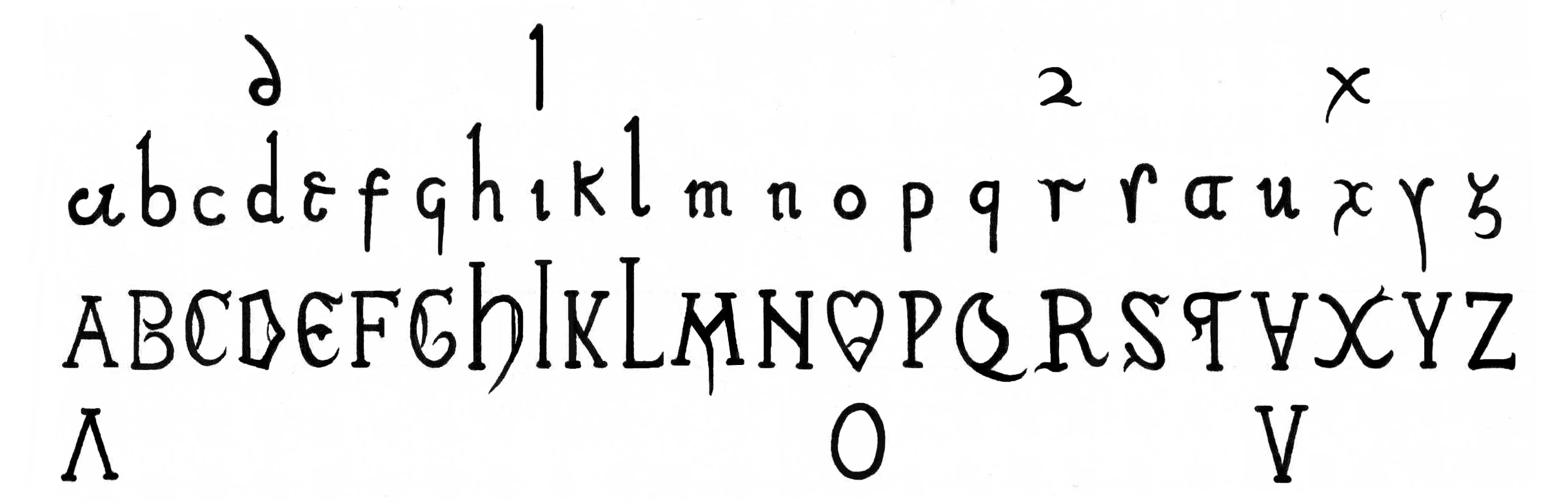
Das Alphabet in westgotischer Schrift (oben); unten die zugehörige Auszeichnungsschrift (Großbuchstaben zur Hervorhebung von Textteilen und manchen Wortanfängen)

Die westgotische Schrift (lateinisch scriptura visigotica) ist eine im 7. Jahrhundert entstandene Minuskelschrift. Sie wurde im Westgotenreich auf der Iberischen Halbinsel und in den westgotischen Gebieten Südfrankreichs (Septimanien) verwendet. Auch nachdem die islamische Expansion im frühen 8. Jahrhundert der Westgotenherrschaft ein Ende gesetzt hatte, blieb die westgotische Schrift in Spanien noch jahrhundertelang im Gebrauch. Sowohl die Mozaraber, die unter muslimischer Herrschaft stehenden Christen, als auch die Schreiber in den christlichen Königreichen des Nordens – außer im fränkisch geprägten Katalonien – hielten an ihr fest.

## Geschichte
Die westgotische Schrift prägte sich in zwei Varianten aus. Die eine wird „spanische Minuskel“ oder „westgotische Minuskel“ genannt; sie diente in erster Linie als Buchschrift. Die andere ist eine kursive, nicht kalligraphisch gestaltete Bedarfsschrift. Die „spanische Kursive“ oder „westgotische Kursive“ ist die weitaus ältere der beiden Varianten. Sie entwickelte sich aus der „jüngeren römischen Kursive“. Ihre Anfänge reichen bis ins 6. Jahrhundert zurück, wie Urkunden auf Schiefertafeln zeigen, doch ihre charakteristischen Eigenheiten bildeten sich frühestens ab etwa der Mitte des 7. Jahrhunderts aus.
In der Westgotenzeit wurde die Kursive nicht nur für Schriftstücke des Geschäftsverkehrs, sondern auch für Handschriften verwendet. Die Buchschrift unterschied sich kaum von der Geschäftsschrift. Eine spanische Buchminuskel als eigenständige Schrift mit kalligraphischem Anspruch ist erst vom frühen 8. Jahrhundert an in Handschriften bezeugt. Sie entstand aus der westgotischen Kursive unter Beeinflussung durch die Unziale und die Halbunziale. Eine wesentliche Rolle spielten offenbar auch nordafrikanische Vorbilder, wie auffällige Übereinstimmungen mit Handschriften des 9. und 10. Jahrhunderts im Katharinenkloster auf dem Sinai zeigen. Vermutlich haben im 7. Jahrhundert Mönche, die vor den in Nordafrika vordringenden Muslimen flohen, Bücher mitgebracht, deren Schrift auf die Entwicklung der spanischen Buchminuskel einwirkte. Die „spanische Minuskel“ drang auch in das Urkundenwesen vor. Während in asturischen Urkunden die Kursive dominierte, wurde in Kastilien, Navarra und Aragón die spanische Minuskel bevorzugt. Im muslimisch beherrschten Süden der Iberischen Halbinsel pflegten die Christen („Mozaraber“) weiterhin ihre kulturelle Tradition und hielten an der lateinischen Schrift- und Kirchensprache fest; die von ihnen gebrauchte westgotische Schrift wird „mozarabische Schrift“ genannt.
Im 11. Jahrhundert kamen zahlreiche französische Cluniazenser nach Spanien; sie spielten eine Schlüsselrolle in der Liturgiereform, erlangten große Macht und besetzten die meisten Bischofsstühle. Die französischen Mönche brachten ihre in karolingischer Minuskel geschriebenen Bücher mit und sorgten dafür, dass diese fränkische Schrift sich durchsetzte. Im Jahr 1090 schrieb ein Konzil in León für die im Gottesdienst verwendeten Codices die karolingische Minuskel (littera Gallica) vor und verbot die spanische Schrift, die littera Toletana („toledanische Schrift“) genannt wurde. Als Grund dafür wurde das Bedürfnis nach Einheitlichkeit angegeben. Auch im Urkundenwesen setzte sich die karolingische Minuskel durch. Ab der Mitte des 11. Jahrhunderts ist ihr Einfluss erkennbar, in der zweiten Jahrhunderthälfte und im frühen 12. Jahrhundert verdrängte sie die spanische Schrift aus den königlichen Kanzleien. Die spätesten Belege für Verwendung der spanischen Minuskel stammen aus dem 13. Jahrhundert.
Als Auszeichnungsschrift zur Hervorhebung von Textteilen, insbesondere für Überschriften, und zur Großschreibung am Satzanfang wurde eine vergrößerte schmale Capitalis verwendet.

## Merkmale
Ein Hauptmerkmal der westgotischen Schrift ist ihre Steilheit, die oft sogar in eine Linksneigung übergeht. Die Oberlängen sind ausgedehnt. Charakteristische Buchstaben sind das aus der Unziale übernommene schmale g mit langer Unterlänge, das oben geöffnete, dem u ähnliche a, das aus zwei gleichen Bögen gebildet wird, und das t mit links bis auf die Zeile herabgezogenem Deckstrich. Ein weiteres Merkmal ist die häufige Kürzung von per mit einem Zeichen, das in anderen Schriftarten für pro steht. In der schwer lesbaren Urkundenschrift sind Ligaturen häufig.

## Beispiele

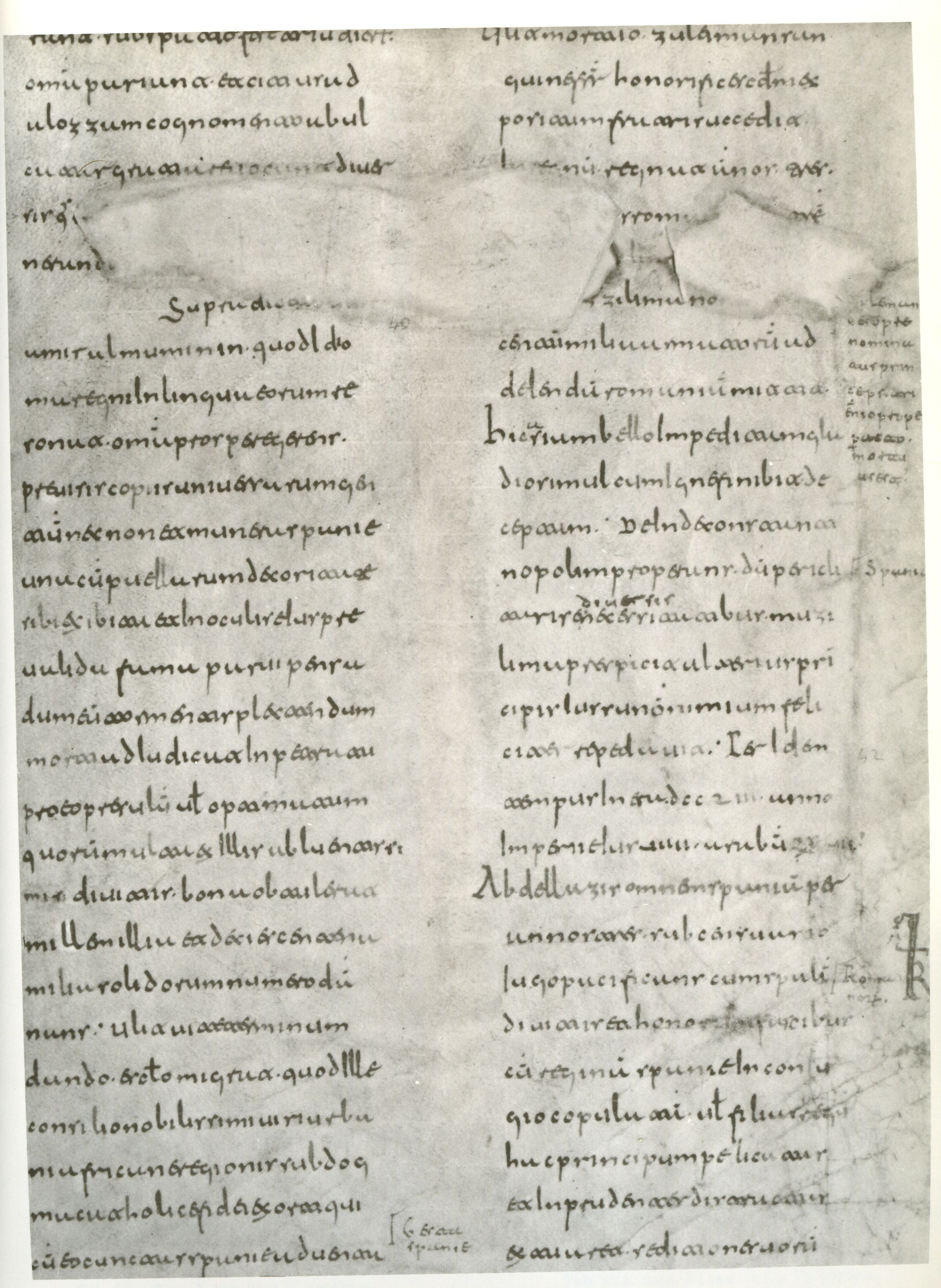
Westgotische Schrift in einer Handschrift des 8./9. Jahrhunderts (Mozarabische Chronik). London, British Library, Egerton 1934, fol. 2r
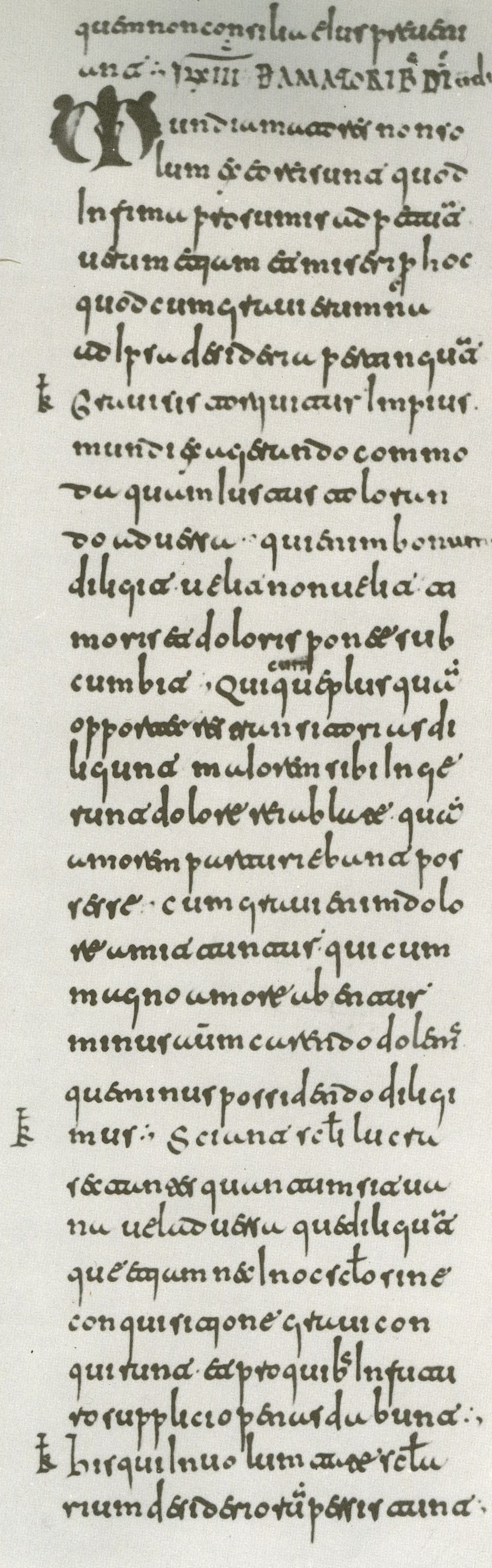
Westgotische Schrift in einem 915 geschriebenen Codex (Isidor von Sevilla, Sententiae). Madrid, Biblioteca Nacional, 10067, fol. 83r
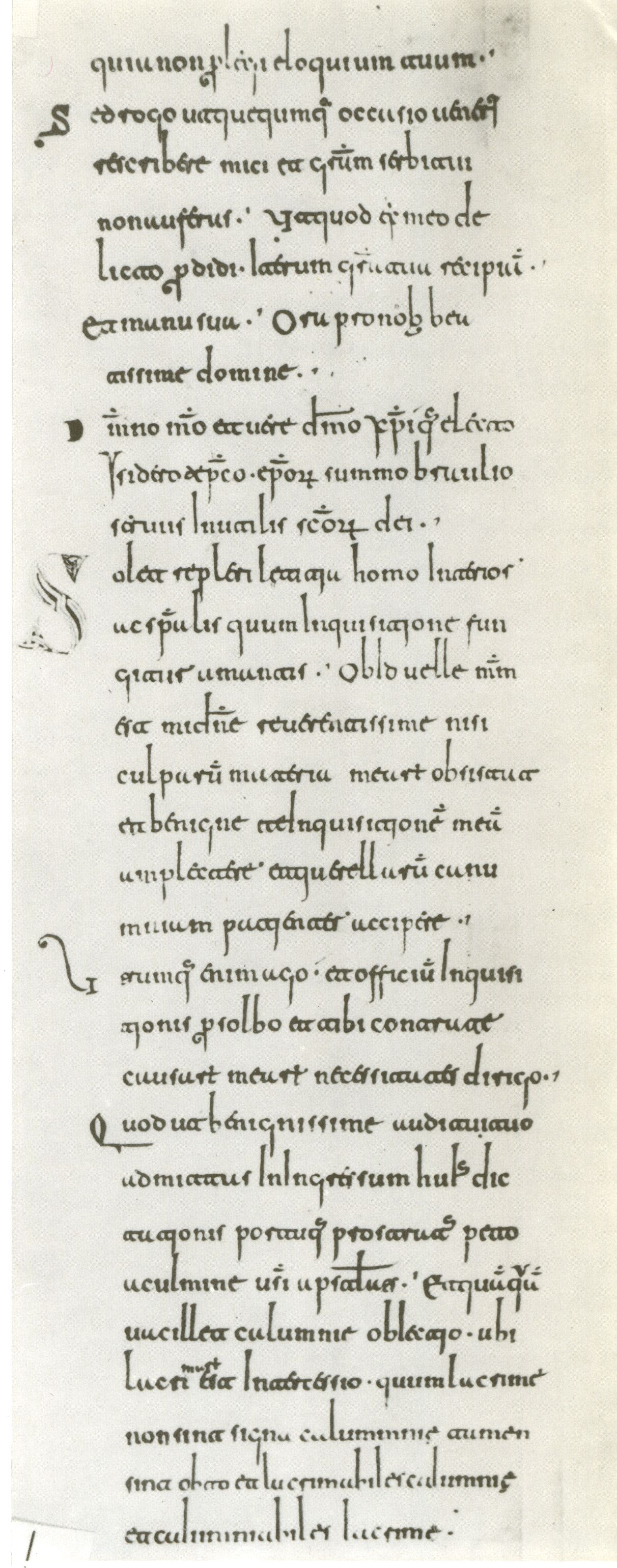
Westgotische Schrift in einem 1047 geschriebenen Codex (Briefwechsel Isidors von Sevilla mit Braulio von Zaragoza). El Escorial, Real Biblioteca del Monasterio, Codex & I 3, fol. 13r